# Понте, Габриэль
Габриэль Понте (итал. Gabriel «Gabry» Ponte, род. 20 апреля 1973, Турин) — итальянский диджей, получивший известность как участник группы Eiffel 65. Представитель Сан-Марино на Евровидение-2025 с песней «Tutta L’Italia»

## Биография
Габри Понте начал свою карьеру диджея в 1993 году в BlissCorporation, в конце 1995 года открыл свою собственную звукозаписывающую студию. Спустя 3 года студия была переименована в Piranha Records и Gabry Ponte, уже в составе группы Eiffel 65 начал работу над хитом «Blue (Da Ba Dee)». В 2002 году Габри выпускает свой первый сольный альбом «GabryPonte». В 2012 году сингл «Beat on My Drum» занял 11 место в американском чарте Hot Dance Club Songs (Billboard) и 3 место в израильском MediaForest